# Ede Szigligeti
Dans le nom hongrois Szigligeti Ede, le nom de famille précède le prénom, mais cet article utilise l’ordre habituel en français Ede Szigligeti, où le prénom précède le nom.
Ede Szigligeti ([ˈɛdɛ], [ˈsigligɛti]), né József Szathmáry le 8 mars 1814 à Nagyvárad et mort le 19 janvier 1878 à Budapest, est un dramaturge hongrois. 